# Fa mineur

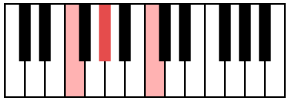
L'accord parfait de Fa mineur se compose des notes suivantes : Fa, La, Do.

La tonalité de fa mineur se développe en partant de la note tonique Fa. Elle est appelée F minor en anglais et f-Moll dans l’Europe centrale.
L'armure coïncide avec celle de la tonalité relative La bémol majeur.

## Modes

### Mineur naturel
L’échelle de Fa mineur naturel est : Fa, Sol, La, Si , Do, Ré, Mi, Fa.
- tonique : Fa
- médiante : La
- dominante : Do
- sensible : Mi

Altérations : Si, Mi, La, Ré.

### Mineur harmonique
L’échelle de Fa mineur harmonique est : Fa, Sol, La, Si, Do, Ré, Mi, Fa.
- tonique : Fa
- médiante : La
- dominante : Do
- sensible : Mi

Altérations : Si, Mi, La, Ré et Mi (accidentel).

### Mineur mélodique
L’échelle de Fa mineur mélodique est :
- gamme ascendante : Fa, Sol, La, Si, Do, Ré, Mi, Fa.
- gamme descendante : Fa, Mi, Ré, Do, Si, La, Sol, Fa.

## Compositions célèbres
- L'Hiver d'Antonio Vivaldi (1728)
- Symphonie no 49, « la Passione » de Joseph Haydn (1771)
- Sonate pour piano no 23, « Appassionata » de Ludwig van Beethoven (1805)
- Quatuor à cordes no 11, « Quartetto Serioso » de Ludwig van Beethoven (1816)
- Fantaisie en fa mineur, opus 103/D940 de Franz Schubert (1828)
- Ballade no 4, op.52 de Frédéric Chopin (1843)
- Symphonie d’études d'Anton Bruckner (1863)
- Symphonie no 4 de Piotr Ilitch Tchaïkovski (1877)
- L'Apprenti sorcier de Paul Dukas (1897)
- Symphonie no 1 de Dmitri Chostakovitch (1925)